# Plebicula radiata
Plebicula radiata är en fjärilsart som beskrevs av Courvoisier 1907. Plebicula radiata ingår i släktet Plebicula och familjen juvelvingar. Inga underarter finns listade i Catalogue of Life.